# سیارک ۲۵۱۱۶
سیارک ۲۵۱۱۶ (به انگلیسی: 25116 Jonathanwang، نامگذاری:1998RW68) بیست و پنج هزار و صد و شانزدهمین سیارک کشف شده‌است که در ۱۴ سپتامبر ۱۹۹۸ کشف شد.
قدر مطلق سیارک برابر ۱۲.۹ است.